# Double Dragon II: The Revenge
Double Dragon II: The Revenge is een computerspel dat werd ontwikkeld en uitgegeven door Technos Japan Corp. Het spel kwam in 1988 uit als arcadespel. Een jaar later volgende releases voor verschillende homecomputers.

## Platforms
| Jaar | Platform                                                               |
| ---- | ---------------------------------------------------------------------- |
| 1988 | Arcade                                                                 |
| 1989 | Amiga, Amstrad CPC, Atari ST, Commodore 64, DOS, MSX, NES, ZX Spectrum |
| 1991 | Game Boy, Sega Mega Drive                                              |
| 1993 | TurboGrafx CD                                                          |
| 2012 | Virtual Console (Wii)                                                  |
| 2013 | Virtual Console (3DS)                                                  |
| 2014 | Virtual Console (Wii U)                                                |
| 2016 | NES Classic Mini                                                       |
| 2019 | Nintendo Switch Online (Switch)                                        |

## Ontvangst
| Beoordeeld door         | Platform        | Datum          | Score |
| ----------------------- | --------------- | -------------- | ----- |
| Gaming since 198x       | NES             | 6 mei 2009     | 100%  |
| NES Archives            | NES             | 3 mei 2008     | 100%  |
| NES Player              | NES             | 2001           | 100%  |
| The Games Machine (GB)  | Atari ST        | januari 1990   | 83%   |
| The Games Machine (GB)  | ZX Spectrum     | januari 1990   | 82%   |
| GameCola.net            | NES             | 6 januari 2006 | 82%   |
| Mean Machines           | NES             | oktober 1990   | 80%   |
| Power Play              | NES             | oktober 1990   | 74%   |
| Nintendo Power Magazine | Game Boy        | november 1991  | 66%   |
| Mean Machines           | Sega Mega Drive | april 1992     | 30%   |